# Sant Roc (metrostation)
Sant Roc is een metrostation in Sant Roc, een buurt in de gemeente Badalona, in de metropool Barcelona. Het station wordt aangedaan door Lijn 2 van de metro van Barcelona en sinds 2007 door Trambesòs route T5. Dit station is in 1985 geopend als onderdeel van Lijn 4 maar dat werd in 2002 gewijzigd in de huidige lijn 2. Men kan vanaf Plaça President Tarradellas en Carrer Alfons XII in het station komen.

## Lijnen
- TMB metro van Barcelona Lijn 2
- Trambesòs lijn T5